# The Nasty Boys
The Nasty Boys é uma tag team formada por Brian Knobbs e Jerry Sags. Passou desde seu início na metade dos anos 80 por várias promoções ao longo de sua carreira. Trabalham atualmente para a Total Nonstop Action Wrestling.

## No wrestling
- Double-team finishing moves
  - Double DDT
  - Trip to Nastyville
- Double-team signature moves
  - Aided powerbomb
  - Clubberin’
  - Irish whip-assisted corner splash
  - Pit Stop / Pity City
- Managers
  - Jimmy Hart
  - Missy Hyatt

## Campeonatos e prêmios
- American Wrestling Association
  - AWA Southern Tag Team Championship (2 vezes)
- National Wrestling Alliance
  - NWA Florida Tag Team Championship (5 vezes)
- Pro Wrestling Illustrated
  - PWI Tag Team of the Year award em 1994
  - PWI classificou na posição 53 entre as melhores tag teams no "PWI Years" em 2003.
- World Championship Wrestling
  - WCW World Tag Team Championship (3 vezes)
- World Wrestling Federation
  - WWF Tag Team Championship (1 vez)
- X Wrestling Federation
  - XWF World Tag Team Championship (1 vez)
- Outros títulos
  - NAWA Tag Team Championship (1 vez)
  - PWF Tag Team Championship (1 vez)
  - SAPC Tag Team Championship (1 vez)